# Tardigrada (classification phylogénétique)
 (septembre 2024).
- Si vous ne connaissez pas le sujet, laissez ce bandeau (vous pouvez alors contacter les auteurs).
- Si vous supprimez le contenu mis en cause (vous pouvez préalablement contacter les auteurs),

argumentez précisément cette suppression dans la page de discussion
(un manque de référence n'est pas un argument ; une recherche réelle de référence doit avoir été effectuée, être formellement documentée).
 (septembre 2024).
Motif : L'article n'a pas été mis à jour depuis 2006 et ne reflète pas l'état actuel des connaissances
Cette page a pour objet de présenter un arbre phylogénétique des Tardigrada (Tardigrades), c'est-à-dire un cladogramme mettant en lumière les relations de parenté existant entre leurs différents groupes (ou taxa), telles que les dernières analyses reconnues les proposent. Ce n'est qu'une possibilité, et les principaux débats qui subsistent au sein de la communauté scientifique sont brièvement présentés ci-dessous, avant la bibliographie.
Une classification phylogénétiques des Tardigrada a été établie par Degma, Bertolani et Guidetti, 2016

## Arbre phylogénétique
Le cladogramme présenté ici ne possède qu'une valeur indicative. Il n'est pas forcément consensuel, et on peut toujours se référer à la bibliographie au bas de l'article.
Le symbole ▲ renvoie à la partie immédiatement supérieure de l'arbre phylogénétique du vivant. Le signe ► renvoie à la classification phylogénétique du groupe considéré. Tout nœud de l'arbre portant plus de deux branches montre une indétermination de la phylogénie interne du groupe considéré.
Les habitudes typographiques des botanistes et des zoologistes sont différentes. Ici, par commodité de lecture, et certains groupes actuels relevant des deux domaines traditionnels, les noms de taxons supérieurs au genre sont tous écrits en caractères droits, les noms de genres ou d'espèces en italiques.
À la suite d'un taxon, sa période d'apparition, quand elle est connue, peut être indiquée suivant la légende suivante :
(Plé) : Pléistocène ; (Pli) : Pliocène ; (Mio) : Miocène ; (Oli) : Oligocène ; (Éoc) : Éocène ; (Pal) : Paléocène ; (Cré) : Crétacé ; (Jur) : Jurassique ; (Tri) : Trias ; (Per) : Permien ; (Car) : Carbonifère ; (Dév) : Dévonien ; (Sil) : Silurien ; (Ord) : Ordovicien ; (Camb) : Cambrien ; (Edi) : Édiacarien. Pour plus de précision si possible, (-) : inférieur ; (~) : moyen ; (+) : supérieur.

```
▲

└─o 
Tardigrada

  ├─o
  │ ├─o 
Mesotardigrada
 ou 
Thermozodiidae

  │ └─o 
Eutardigrada

  │   ├─o 
Apochela
 ou 
Milnesiidae

  │   └─o 
Parachela

  │     ├─o 
Calohybsibiidae

  │     ├─o 
Eohypsibiidae

  │     ├─o 
Microhypsibiidae

  │     ├─o 
Necopinatidae

  │     ├─o 
Macrobiotidae

  │     │ ├─o 
Macrobiotinae

  │     │ └─o 
Murrayinae

  │     └─o 
Hypsibiidae

  │       ├─o 
Diphasconinae

  │       ├─o 
Hybsibiinae

  │       └─o 
Itaquasconinae

  └─o 
Heterotardigrada

    ├─o 
Echiniscoidea

    │ ├─o 
Carphaniidae

    │ ├─o 
Oreellidae

    │ ├─o 
Echiniscoididae

    │ └─o 
Echiniscidae

    └─o 
Arthrotardigrada

      ├─o 
Coronarctidae

      ├─o 
Renaudarctidae

      ├─o 
Stygarctidae

      │ ├─o 
Stygarctinae

      │ ├─o 
Neoarctinae

      │ └─o 
Neostygarctinae

      ├─o 
Batillipedidae

      └─o 
Halechiniscidae

        ├─o 
Archechiniscinae

        ├─o 
Tanarctinae

        ├─o 
Dipodarctinae

        ├─o 
Florarctinae

        ├─o 
Halechiniscinae

        ├─o 
Orzeliscinae

        ├─o 
Styraconyxinae

        └─o 
Euclavarctinae
```

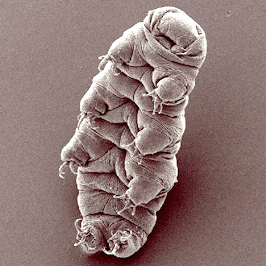
Hypsibius dujardini

## En savoir plus

### Sources bibliographiques de référence
1. ↑  Degma, Bertolani & Guidetti, 2016 : Actual checklist of Tardigrada species (2009-2016, Ver. 31, 15-12-2016) (texte intégral)